# Mordellistena ornatipennis
Mordellistena ornatipennis es una especie de coleóptero de la familia Mordellidae.

## Distribución geográfica
Habita en Panamá.